# Karolina Matyjaszkowicz
Karolina Matyjaszkowicz (ur. w 1980 w Łowiczu) – polska artystka zajmująca się malarstwem, tkaniną artystyczną, ilustratorstwem, animacją oraz muzyką. 

## Życiorys
Karolina Matyjaszkowicz urodziła się 1980 w Łowiczu, skąd wyjechała w wieku 15 lat do Łodzi. W 2000 ukończyła Państwowe Liceum Sztuk Plastycznych w Łodzi (teraz Zespół Państwowych Szkół Plastycznych im. T. Makowskiego w Łodzi). Następnie rozpoczęła naukę na Akademii Sztuk Pięknych im. Władysława Strzemińskiego w Łodzi, którą ukończyła w 2008 na Wydziale Tkaniny i Ubioru, kierunek Wzornictwo. Otrzymała dyplom w Pracowni druku na tkaninie pod kierunkiem prof. Krystyny Jaguczańskiej-Śliwińskiej z aneksem w pracowni malarstwa pod kierunkiem prof. Jarosława Zduniewskiego i pracą pisemną pod kierunkiem prof. Krystyny Czajkowskiej.
Po studiach wróciła do swojego rodzinnego miasta, gdzie mieszka do dzisiaj. Jak sama twierdzi, dopiero po wyjeździe z Łowicza zaczęła doceniać tamtejszą sztukę ludową. Bliskość jej rodzinnych stron, a także obecnego cały czas folkloru daje jej inspirację do tworzenia. 
Artystka jest laureatką wielu nagród i wyróżnień, m.in. nagrody Marszałka Województwa Łódzkiego w konkursie na najlepsze rozprawy doktorskie, prace magisterskie i dyplomowe tematycznie związane z województwem łódzkim, nagrody firmy Wistil czy nagrody fundowana Polontex. Jej obrazy znajdują się natomiast w zbiorach Centralnego Muzeum Włókiennictwa w Łodzi, Regionalnym Muzeum w Brzezinach, Muzeum w Łowiczu, w kolekcji młodego malarstwa Sztuki Nowoczesnej Muzeum Narodowego w Gdańsku oraz w prywatnych kolekcjach w Polsce i za granicą. 

## Twórczość
Główną dziedziną sztuki, jaką zajmuje się artystka, jest malarstwo, ale tworzy również tkaniny artystyczne, ilustracje, animacje czy muzykę. W jej pracach widoczna jest inspiracja sztuką folkloru - zwłaszcza jej łowicką odmianą - jak i mitologią słowiańską. Na obrazach artystki widoczne są różne mityczne stwory, jak duszki, wróżbiarki, dusiołki, kłobuki, czarcichy, czortki, bubuki czy plunki, a także ludzie ubrani w ludowe stroje. Wszystko to malowane jest w jaskrawych kolorach i niekiedy w kształtach przypominających wycinanki. Poza folklorem, artystka korzysta ze sztuki naiwnej, surrealistycznej czy art brut. Tak sama opisuje proces tworzenia obrazów: 

Obrazy wyłaniają się z pozornego chaosu zdarzeń, przeżyć i doznań. Marzeń sennych, przemyśleń i wyobrażeń. Malując przenoszę na płótno nie tylko to, co dla mnie istotne, zaobserwowane, czy wyobrażone, ale sama przechodzę do innej rzeczywistości. Miejsce to nazywam „zaświatami”. Czasem mam poczucie, że jestem częścią uniwersum. Staję się wtedy pełniejsza, czuję radość. Wszytko staje się jasne, zrozumiałe i „wskakuje” na swoje miejsce. Jestem tu i teraz, działam w zgodzie ze sobą.